# Sergio Busato
Sergio Busato (Resana, 24 gennaio 1966) è un allenatore di pallavolo italiano.
Attualmente è l'allenatore della Nazionale femminile della Russia.

## Carriera
Iniziò la sua carriera come assistente degli allenatori nella Pallavolo Padova, ruolo che ricoprì fino al 2003. Contemporaneamente al suo impegno con la squadra patavina ricoprì lo stesso ruolo per due formazioni nazionali, la Russia e l'Italia. Nel suo ultimo anno a Padova fu Scout Man.
Nel 2004 si trasferì alla Dinamo Mosca, ancora come assistente allenatore. Qui conobbe il bulgaro Radostin Stojčev, secondo allenatore della formazione russa, e il talento, anch'esso bulgaro, Matej Kazijski. Nel 2007 fu fondamentale per la trattativa intrapresa da Diego Mosna per portare il duo bulgaro alla Trentino Volley, dove approdò anch'esso.
Dopo 3 stagioni, e 5 trofei conquistati, il legame con Stojčev e la società trentina si interruppe, e al termine del contratto decisero consensualmente di non rinnovarlo. Busato tornò in Russia, questa volta all'Ural Ufa, per poi entrare a far parte dello staff del Volejbol'nyj klub Zenit-Kazan'. Assieme al primo allenatore rientrò nello staff della nazionale russa, con la quale vinse la World League 2011. Agli inizi del 2012 si sedette per la prima volta su una panchina con il ruolo di primo allenatore, chiamato a risollevare le sorti del Fakel Novyj Urengoj. Nel 2012 conquista la medaglia d'oro ai giochi olimpici di Londra e nel 2013 la medaglia d'oro agli europei, entrambe con la nazionale maschile russa. Il 17 febbraio 2014 assume la direzione del Giorgione pallavolo in serie B/1 femminile, in sostituzione di Daniele Santarelli.
Il 20 novembre 2015 assume la guida del Giorgione pallavolo in serie C maschile. Nel settembre 2017 conquista la medaglia d'oro agli europei con la nazionale russa. Il 24 giugno 2019 diventa assistente allenatore della Dinamo Mosca.Dal 10 settembre 2019 al 2021 è stato commissario tecnico della nazionale russa femminile, con le quali conquista una medaglia di bronzo in world cup. Dal 2022 è assistente allenatore della nazionale russa maschile e contemporaneamente dello Zenit San Pietroburgo, il17 gennaio 2024 sostituisce Victor Sidelnikov alla direzione del club. Nel campionato 2024-2025 è nuovamente alla guida del Giorgione in serie B/1 femminile.

## Palmarès
- Campionato russo: 1

2005-06
- Campionato italiano: 1

2007-08
- Coppa di Russia: 1

2006-07
- Coppa Italia: 1

2009-10
- Campionato mondiale per club: 1

2009
- Champions League: 2

2008-09, 2009-10